# Francisca García de los Ríos
Francisca García de los Ríos (Madrid, s. XVII), també coneguda com Francisca de los Ríos, va ser una traductora castellana.
Filla d'Hernando García, procurador dels consells reials, i de Francisca de los Ríos. Va voler orientar-se a la vida religiosa i fer-se monja, raó per la qual va rebre una educació molt notable en gramàtica i llatí i demostrà ben aviat una intel·ligència precoç. Versada en llatí i en la gramàtica castellana des de la infància, als dotze anys va traduir del llatí al castellà la Vida de la Beata Angela de Fulgino, d'acord amb la dedicatòria de l'autora a Isabel de Borbó. Aquesta traducció va ser presentada al Consell de Castella per sol·licitar-ne la publicació, realitzada el 1618 per Juan Cuesta. El frare Baltasar de Ajofrín, en la seva crítica, afirmà que es tractava d'una traducció notable que mantenia l'estil sincer de l'original.